# Manuel Durán
Manuel Durán fue un político peruano. 
Fue diputado suplente de la República del Perú por la provincia de Sicuani entre 1845 y 1853 durante el primer gobierno de Ramón Castilla y José Rufino Echenique.